# خانه حباب
خانه حباب مربوط به دوره قاجار است و در یزد، کوچه گازرگاه، کوچه شهید محمد صادق یغمایی، پلاک ۲۶ واقع شده و این اثر در تاریخ ۱۶ دی ۱۳۸۷ با شمارهٔ ثبت ۲۴۴۰۹ به‌عنوان یکی از آثار ملی ایران به ثبت رسیده است.